# México en la Copa Oro Femenina de la Concacaf de 2024
La Copa Oro Femenina de la Concacaf de 2024 se llevó a cabo del 20 al 10 de marzo México fue uno de los 12 participantes.

## Clasificación

### Grupo A
| Pos. | Equipo            | Pts. | PJ | G | E | P | GF | GC | Dif. | Clasificación   |
| ---- | ----------------- | ---- | -- | - | - | - | -- | -- | ---- | --------------- |
| 1    | México            | 12   | 4  | 4 | 0 | 0 | 12 | 1  | +11  | Copa Oro W 2024 |
| 2    | Puerto Rico       | 4    | 4  | 1 | 1 | 2 | 3  | 6  | −3   | Repesca         |
| 3    | Trinidad y Tobago | 1    | 4  | 0 | 1 | 3 | 1  | 9  | −8   |                 |

Actualizado a los partidos jugados el 5 de diciembre de 2023.
 Fuente: Concacaf

### Partidos
| Fecha                    | Ciudad           | Instancia |                   |                              | Resultado |                              |                   |
| ------------------------ | ---------------- | --------- | ----------------- | ---------------------------- | --------- | ---------------------------- | ----------------- |
| 22 de septiembre de 2023 | Ciudad de México | Liga A    | México            | Bandera de México            | 2:1 (1:1) | Bandera de Puerto Rico       | Puerto Rico       |
| 26 de septiembre de 2023 | Pachuca          | Liga A    | México            | Bandera de México            | 6:0 (6:0) | Bandera de Trinidad y Tobago | Trinidad y Tobago |
| 1 de diciembre de 2023   | Bayamón          | Liga A    | Puerto Rico       | Bandera de Puerto Rico       | 0:3 (0:0) | Bandera de México            | México            |
| 5 de diciembre de 2023   | Puerto España    | Liga A    | Trinidad y Tobago | Bandera de Trinidad y Tobago | 0:1 (0:1) | Bandera de México            | México            |

#### México vs. Puerto Rico
| 22 de septiembre de 2023 | México                       | 2:1 (1:1) | Puerto Rico              | Estadio Azteca, Ciudad de México                        |                                                         |
| 20:00 (UTC-6)            | Sánchez 45+1' · Camberos 59' | Reporte   | 11' (a.g.) Ki. Rodríguez | Asistencia: 13 882 espectadores Árbitra: Tatiana Guzmán | Asistencia: 13 882 espectadores Árbitra: Tatiana Guzmán |

| Uniformes | Uniformes |
| --------- | --------- |
|           |           |

#### México vs. Trinidad y Tobago
| 26 de septiembre de 2023 | México                                                                    | 6:0 (0:0) | Trinidad y Tobago | Estadio Hidalgo, Pachuca                                        |                                                                 |
| 20:00 (UTC-6)            | Sánchez 3' · Espinoza 10' · Cervantes 19', 42' · Delgado 25' · Corral 39' | Reporte   |                   | Asistencia: Sin datos sobre espectadores Árbitra: Natalie Simon | Asistencia: Sin datos sobre espectadores Árbitra: Natalie Simon |

| Uniformes | Uniformes |
| --------- | --------- |
|           |           |

#### Puerto Rico vs. México
| 1 de diciembre de 2023 | Puerto Rico | 0:3 (0:0) | México | Estadio Juan Ramón Loubriel, Bayamón                                  |                                                                       |
| 20:00 (UTC-4)          |             | Reporte   |        | Asistencia: Sin datos sobre espectadores Árbitra: Carly Shaw-MacLaren | Asistencia: Sin datos sobre espectadores Árbitra: Carly Shaw-MacLaren |

| Uniformes | Uniformes |
| --------- | --------- |
|           |           |

#### Trinidad y Tobago vs. México
| 5 de diciembre de 2023 | Trinidad y Tobago | 0:1 (0:1) | México     | Estadio Hasely Crawford, Puerto España |                         |
| 19:00 (UTC-4)          |                   | Reporte   | 40' Ferral | Árbitra: Melissa Borjas                | Árbitra: Melissa Borjas |

| Uniformes | Uniformes |
| --------- | --------- |
|           |           |

## Plantel
Entrenador:  Pedro López
La plantilla final fue anunciada el 10 de febrero de 2024. Sin embargo, el 16 de febrero, Scarlett Camberos fue descartada por un desgarre en el bíceps femoral. Y un día después, Cecilia Santiago también se tuvo que retirar de la convocatoria por lesión. Ambas fueron reemplazadas por Mayra Pelayo y Pamela Tajonar respectivamente.
| No. | Pos. | Jugadora            | Fecha de nacimiento (edad)         | Apa. | Goles | Club            |
| --- | ---- | ------------------- | ---------------------------------- | ---- | ----- | --------------- |
| 1   | POR  | Pamela Tajonar      | 2 de diciembre de 1984 (39 años)   | 58   | 0     | Monterrey       |
| 2   | DEF  | Nicolette Hernández | 17 de febrero de 1999 (25 años)    | 10   | 0     | América         |
| 3   | DEF  | Karina Rodríguez    | 2 de marzo de 1999 (24 años)       | 15   | 0     | América         |
| 4   | DEF  | Rebeca Bernal       | 31 de agosto de 1997 (26 años)     | 51   | 5     | Monterrey       |
| 5   | DEF  | Karen Luna          | 12 de febrero de 1998 (26 años)    | 0    | 0     | América         |
| 6   | DEF  | Reyna Reyes         | 16 de febrero de 2001 (23 años)    | 6    | 0     | Portland Thorns |
| 7   | MED  | María Sánchez       | 20 de febrero de 1996 (28 años)    | 52   | 14    | Houston Dash    |
| 8   | MED  | Alexia Delgado      | 9 de diciembre de 1999 (24 años)   | 36   | 2     | Tigres UANL     |
| 9   | DEL  | Kiana Palacios      | 1 de octubre de 1996 (27 años)     | 41   | 11    | América         |
| 10  | DEL  | Stephany Mayor      | 23 de septiembre de 1991 (32 años) | 109  | 27    | Tigres UANL     |
| 11  | MED  | Jacqueline Ovalle   | 19 de octubre de 1999 (24 años)    | 45   | 14    | Tigres UANL     |
| 12  | POR  | Itzel González      | 14 de agosto de 1994 (29 años)     | 20   | 0     | América         |
| 13  | DEF  | Araceli Torres      | 23 de diciembre de 2000 (23 años)  | 7    | 0     | Guadalajara     |
| 14  | DEF  | Greta Espinoza      | 5 de junio de 1995 (28 años)       | 46   | 5     | Tigres UANL     |
| 15  | DEF  | Cristina Ferral     | 16 de febrero de 1993 (31 años)    | 41   | 2     | Tigres UANL     |
| 16  | MED  | Karla Nieto         | 9 de enero de 1995 (29 años)       | 43   | 1     | Pachuca         |
| 17  | MED  | Natalia Mauleón     | 4 de febrero de 2002 (22 años)     | 10   | 2     | América         |
| 18  | MED  | Jasmine Casárez     | 7 de enero de 1997 (27 años)       | 6    | 4     | Juárez          |
| 19  | DEL  | Charlyn Corral      | 11 de septiembre de 1991 (32 años) | 70   | 35    | Pachuca         |
| 20  | MED  | Mayra Pelayo        | 29 de enero de 1997 (27 años)      | 2    | 0     | Tijuana         |
| 21  | POR  | Esthefanny Barreras | 2 de noviembre de 1996 (27 años)   | 9    | 0     | Pachuca         |
| 22  | DEL  | Diana Ordóñez       | 26 de septiembre de 2001 (22 años) | 18   | 9     | Houston Dash    |
| 23  | DEF  | Kimberly Rodríguez  | 26 de marzo de 1999 (24 años)      | 17   | 1     | América         |

## Participación

### Partidos
| Fecha         | Ciudad      | Instancia        |                      |                                    | Resultado |                      |           |
| ------------- | ----------- | ---------------- | -------------------- | ---------------------------------- | --------- | -------------------- | --------- |
| 20 de febrero | Carson      | Fase de grupos   | México               | Bandera de México                  | 0:0       | Bandera de Argentina | Argentina |
| 23 de febrero | Carson      | Fase de grupos   | República Dominicana | Bandera de la República Dominicana | 0:8 (0:6) | Bandera de México    | México    |
| 26 de febrero | Carson      | Fase de grupos   | Estados Unidos       | Bandera de Estados Unidos          | 0:2 (0:1) | Bandera de México    | México    |
| 3 de marzo    | Los Ángeles | Cuartos de final | México               | Bandera de México                  | 3:2 (1:0) | Bandera de Paraguay  | Paraguay  |
| 6 de marzo    | San Diego   | Semifinales      | Brasil               | Bandera de Brasil                  | 3:0 (2:0) | Bandera de México    | México    |

### Primera fase - Grupo A

#### Posiciones
| Equipo               | Pts | PJ | PG | PE | PP | GF | GC | Dif |
| -------------------- | --- | -- | -- | -- | -- | -- | -- | --- |
| México               | 7   | 3  | 2  | 1  | 0  | 10 | 0  | 10  |
| Estados Unidos       | 6   | 3  | 2  | 0  | 1  | 9  | 2  | 7   |
| Argentina            | 4   | 3  | 1  | 1  | 1  | 3  | 4  | –1  |
| República Dominicana | 0   | 3  | 0  | 0  | 3  | 0  | 16 | −16 |

|  | Clasificados a los cuartos de final.                                 |
|  | Clasificado a los cuartos de final como uno de los mejores terceros. |

#### México vs. Argentina
| 20 de febrero de 2024, 16:30 | México | 0:0              | Argentina | Dignity Health Sports Park, Carson                                        |                                                                           |
|                              |        | Concacaf Reporte |           | Asistencia: 2 521 espectadores Árbitra: Myriam Marcotte VAR: Drew Fischer | Asistencia: 2 521 espectadores Árbitra: Myriam Marcotte VAR: Drew Fischer |

| 21         | Guardameta     | Esthefanny Barreras |     |
| 3          | Defensa        | Karina Rodríguez    | 46' |
| 4          | Defensa        | Rebeca Bernal       |     |
| 14         | Defensa        | Greta Espinoza      |     |
| 5          | Centrocampista | Karen Luna          |     |
| 8          | Centrocampista | Alexia Delgado      |     |
| 16         | Centrocampista | Karla Nieto         |     |
| 7          | Centrocampista | María Sánchez       | 85' |
| 10         | Centrocampista | Stephany Mayor      | 63' |
| 19         | Delantero      | Charlyn Corral      | 63' |
| 11         | Delantero      | Jacqueline Ovalle   |     |
| Entrenador | Entrenador     | Pedro López         |     |

| 12         | Guardameta     | Laurina Oliveros    |     |
| 4          | Defensa        | Julieta Cruz        |     |
| 13         | Defensa        | Sophia Braun        |     |
| 14         | Defensa        | Miriam Mayorga      |     |
| 3          | Defensa        | Eliana Stabile      |     |
| 7          | Centrocampista | Romina Núñez        | 61' |
| 5          | Centrocampista | Vanina Preininger   | 74' |
| 17         | Centrocampista | Camila Gómez Ares   | 84' |
| 20         | Centrocampista | Chiara Singarella   | 61' |
| 11         | Delantero      | Yamila Rodríguez    | 84' |
| 19         | Delantero      | Mariana Larroquette |     |
| Entrenador | Entrenador     | Germán Portanova    |     |

| 13 | Defensa        | Araceli Torres  | 46' |
| 18 | Centrocampista | Jasmine Casárez | 63' |
| 9  | Delantero      | Kiana Palacios  | 63' |
| 22 | Delantero      | Diana Ordóñez   | 85' |

| 6  | Defensa        | Aldana Cometti     | 61' |
| 18 | Defensa        | Celeste Dos Santos | 61' |
| 8  | Centrocampista | Daiana Falfán      | 74' |
| 9  | Delantero      | Estefanía Palomar  | 84' |
| 10 | Centrocampista | Dalila Ippólito    | 84' |

| Amonestado | 40' | Karina Rodríguez |
| Amonestado | 52' | Karla Nieto      |
| Amonestado | 69' | Kiana Palacios   |

| Amonestado | 45' | Romina Núñez |

| Árbitra             | Myriam Marcotte           |
| Árbitras asistentes | Marie-Han Gagnon-Chrétien |
| Árbitras asistentes | Melissa Snedden           |
| Cuarta árbitro      | Carly Shaw-MacLaren       |
| VAR                 | Drew Fischer              |
| Adicional VAR       | Benjamín Pineda           |

| 21         | Guardameta     | Esthefanny Barreras |     |
| 3          | Defensa        | Karina Rodríguez    | 46' |
| 4          | Defensa        | Rebeca Bernal       |     |
| 14         | Defensa        | Greta Espinoza      |     |
| 5          | Centrocampista | Karen Luna          |     |
| 8          | Centrocampista | Alexia Delgado      |     |
| 16         | Centrocampista | Karla Nieto         |     |
| 7          | Centrocampista | María Sánchez       | 85' |
| 10         | Centrocampista | Stephany Mayor      | 63' |
| 19         | Delantero      | Charlyn Corral      | 63' |
| 11         | Delantero      | Jacqueline Ovalle   |     |
| Entrenador | Entrenador     | Pedro López         |     |

| 12         | Guardameta     | Laurina Oliveros    |     |
| 4          | Defensa        | Julieta Cruz        |     |
| 13         | Defensa        | Sophia Braun        |     |
| 14         | Defensa        | Miriam Mayorga      |     |
| 3          | Defensa        | Eliana Stabile      |     |
| 7          | Centrocampista | Romina Núñez        | 61' |
| 5          | Centrocampista | Vanina Preininger   | 74' |
| 17         | Centrocampista | Camila Gómez Ares   | 84' |
| 20         | Centrocampista | Chiara Singarella   | 61' |
| 11         | Delantero      | Yamila Rodríguez    | 84' |
| 19         | Delantero      | Mariana Larroquette |     |
| Entrenador | Entrenador     | Germán Portanova    |     |

| 13 | Defensa        | Araceli Torres  | 46' |
| 18 | Centrocampista | Jasmine Casárez | 63' |
| 9  | Delantero      | Kiana Palacios  | 63' |
| 22 | Delantero      | Diana Ordóñez   | 85' |

| 6  | Defensa        | Aldana Cometti     | 61' |
| 18 | Defensa        | Celeste Dos Santos | 61' |
| 8  | Centrocampista | Daiana Falfán      | 74' |
| 9  | Delantero      | Estefanía Palomar  | 84' |
| 10 | Centrocampista | Dalila Ippólito    | 84' |

| Amonestado | 40' | Karina Rodríguez |
| Amonestado | 52' | Karla Nieto      |
| Amonestado | 69' | Kiana Palacios   |

| Amonestado | 45' | Romina Núñez |

| Árbitra             | Myriam Marcotte           |
| Árbitras asistentes | Marie-Han Gagnon-Chrétien |
| Árbitras asistentes | Melissa Snedden           |
| Cuarta árbitro      | Carly Shaw-MacLaren       |
| VAR                 | Drew Fischer              |
| Adicional VAR       | Benjamín Pineda           |

| Estadísticas      | Bandera de México | Bandera de Argentina |
| Tiros             | 16                | 3                    |
| Tiros a puerta    | 5                 | 1                    |
| Faltas            | 13                | 13                   |
| Saques de esquina | 3                 | 4                    |
| Penaltis          | 1                 | 0                    |
| Fueras de juego   | 1                 | 0                    |
| Posesión de balón | 53%               | 47%                  |

#### República Dominicana vs. México
| 23 de febrero de 2024, 16:30 | República Dominicana | 0:6 (0:8)        | México | Dignity Health Sports Park, Carson                                          |                                                                             |
|                              |                      | Concacaf Reporte | Hernández 12' · Ovalle 14', 27' (pen.) · Luna 21' · Bernal 44' · Ordóñe 45+4' · Casárez 70' · Pelayo 90+3' · | Asistencia: 5 300 espectadores Árbitra: Marianela Araya VAR: Tatiana Guzmán | Asistencia: 5 300 espectadores Árbitra: Marianela Araya VAR: Tatiana Guzmán |

| 20         | Guardameta     | Paloma Peña      |     |
| 2          | Defensa        | Alexa Pacheco    |     |
| 19         | Defensa        | Gabriella Cuevas |     |
| 22         | Defensa        | Brianne Reed     | 86' |
| 5          | Defensa        | Nadia Colón      |     |
| 17         | Centrocampista | Jazmin Jackson   | 46' |
| 3          | Centrocampista | Stella Tapia     | 27' |
| 7          | Centrocampista | Winibian Peralta |     |
| 15         | Centrocampista | Kat González     |     |
| 14         | Centrocampista | Lucía León       | 63' |
| 11         | Delantero      | Alyssa Oviedo    | 46' |
| Entrenador | Entrenador     | Henry Parra      |     |

| 21         | Guardameta     | Esthefanny Barreras |     |
| 5          | Defensa        | Karen Luna          | 46' |
| 4          | Defensa        | Rebeca Bernal       | 73' |
| 23         | Defensa        | Kimberly Rodríguez  | 59' |
| 2          | Defensa        | Nicolette Hernández |     |
| 11         | Centrocampista | Jacqueline Ovalle   | 67' |
| 8          | Centrocampista | Alexia Delgado      |     |
| 16         | Centrocampista | Karla Nieto         |     |
| 7          | Centrocampista | María Sánchez       | 46' |
| 22         | Delantero      | Diana Ordóñez       |     |
| 9          | Delantero      | Kiana Palacios      |     |
| Entrenador | Entrenador     | Pedro López         |     |

| 21 | Centrocampista | Jaylen Vallecillo | 27' |
| 16 | Defensa        | Renata Mercedes   | 46' |
| 10 | Delantero      | Vanessa Kara      | 46' |
| 8  | Delantero      | Dahien Cabrera    | 63' |
| 4  | Defensa        | Giovanna Dionicio | 86' |

| 6  | Defensa        | Reyna Reyes     | 46' |
| 20 | Centrocampista | Mayra Pelayo    | 46' |
| 17 | Centrocampista | Natalia Mauleón | 59' |
| 18 | Centrocampista | Jasmine Casárez | 67' |
| 15 | Defensa        | Cristina Ferral | 73' |

| Anotado         | 12'   | Nicolette Hernández | 0:1 |
| Anotado         | 14'   | Jacqueline Ovalle   | 0:2 |
| Anotado         | 21'   | Karen Luna          | 0:3 |
| Anotado · Penal | 27'   | Jacqueline Ovalle   | 0:4 |
| Anotado         | 44'   | Rebeca Bernal       | 0:5 |
| Anotado         | 45+4' | Diana Ordóñez       | 0:6 |
| Anotado         | 70'   | Jasmine Casárez     | 0:7 |
| Anotado         | 90+3' | Mayra Pelayo        | 0:8 |

| Amonestado | 90+5' | Jaylen Vallecillo |  |

| Árbitra             | Marianela Araya  |
| Árbitras asistentes | Mijensa Rensch   |
| Árbitras asistentes | Lidia Ayala      |
| Cuarta árbitra      | Mayary Cartagena |
| VAR                 | Tatiana Guzmán   |
| Adicional VAR       | Daneon Parchment |

| 20         | Guardameta     | Paloma Peña      |     |
| 2          | Defensa        | Alexa Pacheco    |     |
| 19         | Defensa        | Gabriella Cuevas |     |
| 22         | Defensa        | Brianne Reed     | 86' |
| 5          | Defensa        | Nadia Colón      |     |
| 17         | Centrocampista | Jazmin Jackson   | 46' |
| 3          | Centrocampista | Stella Tapia     | 27' |
| 7          | Centrocampista | Winibian Peralta |     |
| 15         | Centrocampista | Kat González     |     |
| 14         | Centrocampista | Lucía León       | 63' |
| 11         | Delantero      | Alyssa Oviedo    | 46' |
| Entrenador | Entrenador     | Henry Parra      |     |

| 21         | Guardameta     | Esthefanny Barreras |     |
| 5          | Defensa        | Karen Luna          | 46' |
| 4          | Defensa        | Rebeca Bernal       | 73' |
| 23         | Defensa        | Kimberly Rodríguez  | 59' |
| 2          | Defensa        | Nicolette Hernández |     |
| 11         | Centrocampista | Jacqueline Ovalle   | 67' |
| 8          | Centrocampista | Alexia Delgado      |     |
| 16         | Centrocampista | Karla Nieto         |     |
| 7          | Centrocampista | María Sánchez       | 46' |
| 22         | Delantero      | Diana Ordóñez       |     |
| 9          | Delantero      | Kiana Palacios      |     |
| Entrenador | Entrenador     | Pedro López         |     |

| 21 | Centrocampista | Jaylen Vallecillo | 27' |
| 16 | Defensa        | Renata Mercedes   | 46' |
| 10 | Delantero      | Vanessa Kara      | 46' |
| 8  | Delantero      | Dahien Cabrera    | 63' |
| 4  | Defensa        | Giovanna Dionicio | 86' |

| 6  | Defensa        | Reyna Reyes     | 46' |
| 20 | Centrocampista | Mayra Pelayo    | 46' |
| 17 | Centrocampista | Natalia Mauleón | 59' |
| 18 | Centrocampista | Jasmine Casárez | 67' |
| 15 | Defensa        | Cristina Ferral | 73' |

| Anotado         | 12'   | Nicolette Hernández | 0:1 |
| Anotado         | 14'   | Jacqueline Ovalle   | 0:2 |
| Anotado         | 21'   | Karen Luna          | 0:3 |
| Anotado · Penal | 27'   | Jacqueline Ovalle   | 0:4 |
| Anotado         | 44'   | Rebeca Bernal       | 0:5 |
| Anotado         | 45+4' | Diana Ordóñez       | 0:6 |
| Anotado         | 70'   | Jasmine Casárez     | 0:7 |
| Anotado         | 90+3' | Mayra Pelayo        | 0:8 |

| Amonestado | 90+5' | Jaylen Vallecillo |  |

| Árbitra             | Marianela Araya  |
| Árbitras asistentes | Mijensa Rensch   |
| Árbitras asistentes | Lidia Ayala      |
| Cuarta árbitra      | Mayary Cartagena |
| VAR                 | Tatiana Guzmán   |
| Adicional VAR       | Daneon Parchment |

| Estadísticas      | Bandera de la República Dominicana | Bandera de México |
| Tiros             | 1                                  | 36                |
| Tiros a puerta    | 0                                  | 11                |
| Faltas            | 4                                  | 8                 |
| Saques de esquina | 0                                  | 7                 |
| Penaltis          | 0                                  | 1                 |
| Fueras de juego   | 0                                  | 1                 |
| Posesión de balón | 39%                                | 61%               |

#### Estados Unidos vs. México
| 26 de febrero de 2024, 19:15 | Estados Unidos | 0:2 (0:1)        | México                    | Dignity Health Sports Park, Carson                                        |                                                                           |
|                              |                | Concacaf Reporte | Ovalle 38' · Pelayo 90+2' | Asistencia: 11 612 espectadores Árbitra: Melissa Borjas VAR: Drew Fischer | Asistencia: 11 612 espectadores Árbitra: Melissa Borjas VAR: Drew Fischer |

| 1           | Guardameta     | Alyssa Naeher    |     |
| 2           | Defensa        | Abby Dahlkemper  |     |
| 5           | Defensa        | Becky Sauerbrunn |     |
| 19          | Defensa        | Crystal Dunn     |     |
| 23          | Defensa        | Emily Fox        | 71' |
| 22          | Centrocampista | Trinity Rodman   |     |
| 10          | Centrocampista | Lindsey Horan    |     |
| 17          | Centrocampista | Sam Coffey       | 70' |
| 6           | Centrocampista | Lynn Williams    | 46' |
| 16          | Delantero      | Rose Lavelle     | 78' |
| 11          | Delantero      | Sophia Smith     | 46' |
| Entrenadora | Entrenadora    | Twila Kilgore    |     |

| 21         | Guardameta     | Esthefanny Barreras |     |
| 5          | Defensa        | Karen Luna          |     |
| 15         | Defensa        | Cristina Ferral     |     |
| 14         | Defensa        | Greta Espinoza      |     |
| 2          | Defensa        | Nicolette Hernández |     |
| 8          | Centrocampista | Alexia Delgado      | 82' |
| 4          | Centrocampista | Rebeca Bernal       |     |
| 16         | Centrocampista | Karla Nieto         |     |
| 11         | Delantero      | Jacqueline Ovalle   | 81' |
| 9          | Delantero      | Kiana Palacios      | 82' |
| 7          | Delantero      | María Sánchez       | 68' |
| Entrenador | Entrenador     | Pedro López         |     |

| 7  | Delantero      | Alex Morgan   | 46' |
| 14 | Centrocampista | Emily Sonnett | 46' |
| 15 | Centrocampista | Korbin Albert | 70' |
| 9  | Delantero      | Midge Purce   | 71' |
| 8  | Delantero      | Jaedyn Shaw   | 88' |

| 18 | Centrocampista | Jasmine Casárez  | 68' |
| 20 | Centrocampista | Mayra Pelayo     | 81' |
| 22 | Delantero      | Diana Ordóñez    | 82' |
| 3  | Defensa        | Karina Rodríguez | 82' |

| Anotado | 38'   | Jacqueline Ovalle | 0:1 |
| Anotado | 90+2' | Mayra Pelayo      | 0:2 |

| Amonestado | 28' | Jacqueline Ovalle |
| Amonestado | 88' | Karen Luna        |

| Árbitra             | Melissa Borjas   |
| Árbitras asistentes | Shirley Perello  |
| Árbitras asistentes | Lourdes Noriega  |
| Cuarta árbitra      | Mayary Cartagena |
| VAR                 | Drew Fischer     |
| Adicional VAR       | Tatiana Guzman   |

| 1           | Guardameta     | Alyssa Naeher    |     |
| 2           | Defensa        | Abby Dahlkemper  |     |
| 5           | Defensa        | Becky Sauerbrunn |     |
| 19          | Defensa        | Crystal Dunn     |     |
| 23          | Defensa        | Emily Fox        | 71' |
| 22          | Centrocampista | Trinity Rodman   |     |
| 10          | Centrocampista | Lindsey Horan    |     |
| 17          | Centrocampista | Sam Coffey       | 70' |
| 6           | Centrocampista | Lynn Williams    | 46' |
| 16          | Delantero      | Rose Lavelle     | 78' |
| 11          | Delantero      | Sophia Smith     | 46' |
| Entrenadora | Entrenadora    | Twila Kilgore    |     |

| 21         | Guardameta     | Esthefanny Barreras |     |
| 5          | Defensa        | Karen Luna          |     |
| 15         | Defensa        | Cristina Ferral     |     |
| 14         | Defensa        | Greta Espinoza      |     |
| 2          | Defensa        | Nicolette Hernández |     |
| 8          | Centrocampista | Alexia Delgado      | 82' |
| 4          | Centrocampista | Rebeca Bernal       |     |
| 16         | Centrocampista | Karla Nieto         |     |
| 11         | Delantero      | Jacqueline Ovalle   | 81' |
| 9          | Delantero      | Kiana Palacios      | 82' |
| 7          | Delantero      | María Sánchez       | 68' |
| Entrenador | Entrenador     | Pedro López         |     |

| 7  | Delantero      | Alex Morgan   | 46' |
| 14 | Centrocampista | Emily Sonnett | 46' |
| 15 | Centrocampista | Korbin Albert | 70' |
| 9  | Delantero      | Midge Purce   | 71' |
| 8  | Delantero      | Jaedyn Shaw   | 88' |

| 18 | Centrocampista | Jasmine Casárez  | 68' |
| 20 | Centrocampista | Mayra Pelayo     | 81' |
| 22 | Delantero      | Diana Ordóñez    | 82' |
| 3  | Defensa        | Karina Rodríguez | 82' |

| Anotado | 38'   | Jacqueline Ovalle | 0:1 |
| Anotado | 90+2' | Mayra Pelayo      | 0:2 |

| Amonestado | 28' | Jacqueline Ovalle |
| Amonestado | 88' | Karen Luna        |

| Árbitra             | Melissa Borjas   |
| Árbitras asistentes | Shirley Perello  |
| Árbitras asistentes | Lourdes Noriega  |
| Cuarta árbitra      | Mayary Cartagena |
| VAR                 | Drew Fischer     |
| Adicional VAR       | Tatiana Guzman   |

| Estadísticas      | Bandera de Estados Unidos | Bandera de México |
| Tiros             | 9                         | 13                |
| Tiros a puerta    | 2                         | 4                 |
| Faltas            | 9                         | 9                 |
| Saques de esquina | 1                         | 9                 |
| Penaltis          | 0                         | 0                 |
| Fueras de juego   | 2                         | 0                 |
| Posesión de balón | 57%                       | 43%               |

### Cuartos de final

#### México vs. Paraguay
| 3 de marzo de 2024, 14:00 | México                     | 3:2 (1:0)        | Paraguay                    | BMO Stadium, Los Ángeles                                                             |                                                                                      |
|                           | Ovalle 31', 69' · Luna 49' | Concacaf Reporte | Barbosa 64' · Fernández 72' | Asistencia: Sin datos sobre espectadores Árbitra: Tori Penso VAR: Ekaterina Koroleva | Asistencia: Sin datos sobre espectadores Árbitra: Tori Penso VAR: Ekaterina Koroleva |

| 21         | Guardameta     | Esthefanny Barreras |       |
| 5          | Defensa        | Karen Luna          |       |
| 15         | Defensa        | Cristina Ferral     |       |
| 14         | Defensa        | Greta Espinoza      |       |
| 2          | Defensa        | Nicolette Hernández | 59'   |
| 20         | Centrocampista | Mayra Pelayo        | 90+6' |
| 16         | Centrocampista | Karla Nieto         |       |
| 4          | Centrocampista | Rebeca Bernal       |       |
| 8          | Centrocampista | Alexia Delgado      | 90+5' |
| 11         | Centrocampista | Jacqueline Ovalle   | 90+5' |
| 9          | Delantero      | Kiana Palacios      | 59'   |
| Entrenador | Entrenador     | Pedro López         |       |

| 12         | Guardameta     | Alicia Bobadilla    |     |
| 2          | Defensa        | Limpia Fretes       | 53' |
| 14         | Defensa        | Tania Riso          |     |
| 5          | Defensa        | Verónica Riveros    |     |
| 4          | Defensa        | Daysy Bareiro       |     |
| 16         | Centrocampista | Ramona Martínez     | 86' |
| 15         | Centrocampista | Fanny Godoy         | 53' |
| 6          | Centrocampista | Dulce Quintana      | 76' |
| 13         | Centrocampista | Dahiana Bogarín     |     |
| 9          | Delantero      | Lice Chamorro       |     |
| 10         | Delantero      | Jessica Martínez    |     |
| Entrenador | Entrenador     | Antônio Carlos Bona |     |

| 6  | Defensa   | Reyna Reyes      | 59'   |
| 10 | Delantero | Stephany Mayor   | 59'   |
| 13 | Defensa   | Araceli Torres   | 90+5' |
| 3  | Defensa   | Karina Rodríguez | 90+5' |
| 22 | Delantero | Diana Ordóñez    | 90+6' |

| 3  | Defensa        | Camila Barbosa   | 53' |
| 19 | Delantero      | Rebeca Fernández | 53' |
| 23 | Delantero      | Fátima Acosta    | 76' |
| 7  | Centrocampista | Griselda Garay   | 86' |

| Anotado | 31' | Jacqueline Ovalle | 1:0 |
| Anotado | 49' | Karen Luna        | 2:0 |
| Anotado | 69' | Jacqueline Ovalle | 3:1 |

| Anotado | 64' | Camila Barbosa   | 2:1 |
| Anotado | 72' | Rebeca Fernández | 3:2 |

| Amonestado | 65' | Mayra Pelayo |

| Amonestado | 86' | Rebeca Fernández |

| Árbitra             | Tori Penso         |
| Árbitras asistentes | Brooke Mayo        |
| Árbitras asistentes | Kathryn Nesbitt    |
| Cuarta árbitra      | Natalie Simon      |
| VAR                 | Ekaterina Koroleva |
| Adicional VAR       | Benjamín Pineda    |

| 21         | Guardameta     | Esthefanny Barreras |       |
| 5          | Defensa        | Karen Luna          |       |
| 15         | Defensa        | Cristina Ferral     |       |
| 14         | Defensa        | Greta Espinoza      |       |
| 2          | Defensa        | Nicolette Hernández | 59'   |
| 20         | Centrocampista | Mayra Pelayo        | 90+6' |
| 16         | Centrocampista | Karla Nieto         |       |
| 4          | Centrocampista | Rebeca Bernal       |       |
| 8          | Centrocampista | Alexia Delgado      | 90+5' |
| 11         | Centrocampista | Jacqueline Ovalle   | 90+5' |
| 9          | Delantero      | Kiana Palacios      | 59'   |
| Entrenador | Entrenador     | Pedro López         |       |

| 12         | Guardameta     | Alicia Bobadilla    |     |
| 2          | Defensa        | Limpia Fretes       | 53' |
| 14         | Defensa        | Tania Riso          |     |
| 5          | Defensa        | Verónica Riveros    |     |
| 4          | Defensa        | Daysy Bareiro       |     |
| 16         | Centrocampista | Ramona Martínez     | 86' |
| 15         | Centrocampista | Fanny Godoy         | 53' |
| 6          | Centrocampista | Dulce Quintana      | 76' |
| 13         | Centrocampista | Dahiana Bogarín     |     |
| 9          | Delantero      | Lice Chamorro       |     |
| 10         | Delantero      | Jessica Martínez    |     |
| Entrenador | Entrenador     | Antônio Carlos Bona |     |

| 6  | Defensa   | Reyna Reyes      | 59'   |
| 10 | Delantero | Stephany Mayor   | 59'   |
| 13 | Defensa   | Araceli Torres   | 90+5' |
| 3  | Defensa   | Karina Rodríguez | 90+5' |
| 22 | Delantero | Diana Ordóñez    | 90+6' |

| 3  | Defensa        | Camila Barbosa   | 53' |
| 19 | Delantero      | Rebeca Fernández | 53' |
| 23 | Delantero      | Fátima Acosta    | 76' |
| 7  | Centrocampista | Griselda Garay   | 86' |

| Anotado | 31' | Jacqueline Ovalle | 1:0 |
| Anotado | 49' | Karen Luna        | 2:0 |
| Anotado | 69' | Jacqueline Ovalle | 3:1 |

| Anotado | 64' | Camila Barbosa   | 2:1 |
| Anotado | 72' | Rebeca Fernández | 3:2 |

| Amonestado | 65' | Mayra Pelayo |

| Amonestado | 86' | Rebeca Fernández |

| Árbitra             | Tori Penso         |
| Árbitras asistentes | Brooke Mayo        |
| Árbitras asistentes | Kathryn Nesbitt    |
| Cuarta árbitra      | Natalie Simon      |
| VAR                 | Ekaterina Koroleva |
| Adicional VAR       | Benjamín Pineda    |

| Estadísticas      | Bandera de México | Bandera de Paraguay |
| Tiros             | 27                | 11                  |
| Tiros a puerta    | 6                 | 6                   |
| Faltas            | 9                 | 10                  |
| Saques de esquina | 7                 | 7                   |
| Penaltis          | 0                 | 1                   |
| Fueras de juego   | 3                 | 0                   |
| Posesión de balón | 59%               | 41%                 |

### Semifinales

#### Brasil vs. México
| 6 de marzo de 2024, 16:00 | Brasil                                 | 3:0 (2:0)        | México | Snapdragon Stadium, San Diego                                                  |                                                                                |
|                           | Adriana 21' · Antônia 32' · Yasmim 48' | Concacaf Reporte |        | Asistencia: Sin datos sobre espectadores Árbitra: Tori Penso VAR: Drew Fischer | Asistencia: Sin datos sobre espectadores Árbitra: Tori Penso VAR: Drew Fischer |

| 1          | Guardameta     | Luciana       |     |
| 2          | Defensa        | Antônia       |     |
| 3          | Defensa        | Tarciane      |     |
| 4          | Defensa        | Rafaelle      |     |
| 8          | Centrocampista | Ary Borges    | 46' |
| 21         | Centrocampista | Duda Santos   | 66' |
| 6          | Centrocampista | Yasmim        | 86' |
| 11         | Centrocampista | Adriana       |     |
| 10         | Delantero      | Bia Zaneratto | 60' |
| 7          | Delantero      | Debinha       |     |
| 20         | Delantero      | Duda Sampaio  | 46' |
| Entrenador | Entrenador     | Arthur Elias  |     |

| 21         | Guardameta     | Esthefanny Barreras |     |
| 5          | Defensa        | Karen Luna          |     |
| 4          | Defensa        | Rebeca Bernal       |     |
| 14         | Defensa        | Greta Espinoza      |     |
| 2          | Defensa        | Nicolette Hernández |     |
| 8          | Centrocampista | Alexia Delgado      | 59' |
| 7          | Centrocampista | María Sánchez       | 37' |
| 16         | Centrocampista | Karla Nieto         |     |
| 9          | Delantero      | Kiana Palacios      | 74' |
| 22         | Delantero      | Diana Ordóñez       | 37' |
| 11         | Delantero      | Jacqueline Ovalle   |     |
| Entrenador | Entrenador     | Pedro López         |     |

| 16 | Centrocampista | Vitória Yaya  | 46' |
| 18 | Delantero      | Gabi Portilho | 46' |
| 9  | Delantero      | Gabi Nunes    | 60' |
| 15 | Centrocampista | Julia Bianchi | 66' |
| 23 | Delantero      | Aline Gomes   | 86' |

| 3  | Defensa        | Karina Rodríguez | 37' |
| 6  | Defensa        | Reyna Reyes      | 37' |
| 20 | Centrocampista | Mayra Pelayo     | 59' |
| 18 | Centrocampista | Jasmine Casárez  | 74' |

| Anotado | 21' | Adriana | 1:0 |
| Anotado | 32' | Antônia | 2:0 |
| Anotado | 48' | Yasmim  | 3:0 |

| Amonestado | 66' | Adriana |  |

| Amonestado | 36' | Karen Luna |  |

| Expulsado | 29' | Nicolette Hernández |  |

| Árbitra             | Tori Penso         |
| Árbitras asistentes | Brooke Mayo        |
| Árbitras asistentes | Kathryn Nesbitt    |
| Cuarta árbitra      | Myriam Marcotte    |
| VAR                 | Drew Fischer       |
| Adicional VAR       | Ekaterina Koroleva |

| 1          | Guardameta     | Luciana       |     |
| 2          | Defensa        | Antônia       |     |
| 3          | Defensa        | Tarciane      |     |
| 4          | Defensa        | Rafaelle      |     |
| 8          | Centrocampista | Ary Borges    | 46' |
| 21         | Centrocampista | Duda Santos   | 66' |
| 6          | Centrocampista | Yasmim        | 86' |
| 11         | Centrocampista | Adriana       |     |
| 10         | Delantero      | Bia Zaneratto | 60' |
| 7          | Delantero      | Debinha       |     |
| 20         | Delantero      | Duda Sampaio  | 46' |
| Entrenador | Entrenador     | Arthur Elias  |     |

| 21         | Guardameta     | Esthefanny Barreras |     |
| 5          | Defensa        | Karen Luna          |     |
| 4          | Defensa        | Rebeca Bernal       |     |
| 14         | Defensa        | Greta Espinoza      |     |
| 2          | Defensa        | Nicolette Hernández |     |
| 8          | Centrocampista | Alexia Delgado      | 59' |
| 7          | Centrocampista | María Sánchez       | 37' |
| 16         | Centrocampista | Karla Nieto         |     |
| 9          | Delantero      | Kiana Palacios      | 74' |
| 22         | Delantero      | Diana Ordóñez       | 37' |
| 11         | Delantero      | Jacqueline Ovalle   |     |
| Entrenador | Entrenador     | Pedro López         |     |

| 16 | Centrocampista | Vitória Yaya  | 46' |
| 18 | Delantero      | Gabi Portilho | 46' |
| 9  | Delantero      | Gabi Nunes    | 60' |
| 15 | Centrocampista | Julia Bianchi | 66' |
| 23 | Delantero      | Aline Gomes   | 86' |

| 3  | Defensa        | Karina Rodríguez | 37' |
| 6  | Defensa        | Reyna Reyes      | 37' |
| 20 | Centrocampista | Mayra Pelayo     | 59' |
| 18 | Centrocampista | Jasmine Casárez  | 74' |

| Anotado | 21' | Adriana | 1:0 |
| Anotado | 32' | Antônia | 2:0 |
| Anotado | 48' | Yasmim  | 3:0 |

| Amonestado | 66' | Adriana |  |

| Amonestado | 36' | Karen Luna |  |

| Expulsado | 29' | Nicolette Hernández |  |

| Árbitra             | Tori Penso         |
| Árbitras asistentes | Brooke Mayo        |
| Árbitras asistentes | Kathryn Nesbitt    |
| Cuarta árbitra      | Myriam Marcotte    |
| VAR                 | Drew Fischer       |
| Adicional VAR       | Ekaterina Koroleva |

| Estadísticas      | Bandera de Brasil | Bandera de México |
| Tiros             | 23                | 8                 |
| Tiros a puerta    | 6                 | 2                 |
| Faltas            | 15                | 11                |
| Saques de esquina | 6                 | 2                 |
| Penaltis          | 0                 | 0                 |
| Fueras de juego   | 1                 | 2                 |
| Posesión de balón | 60%               | 40%               |